# 逃亡くそたわけ
『逃亡くそたわけ』（とうぼうくそたわけ）は、絲山秋子による日本の文芸小説、または小説を原作とした映画作品。第133回直木賞候補作。

## あらすじ
自殺未遂を図り、博多の精神病院に入院している主人公・花田こと花ちゃん（福岡市博多区出身、21歳）。躁病を患っており薬の副作用の辛さから脱走を計画する。そこで出会ったのが同じ病院に入院しており、悲しげな表情をしていた蓬田司ことなごやん（名古屋市名東区出身・24歳）。半ば強引に逃亡を誘い、福岡から鹿児島への旅が始まるのだが・・・。

## 書籍情報
- 2005年2月発売 ISBN 978-4120036149 （中央公論新社刊）
- 文庫版 2007年8月発売 ISBN 978-4062758062 （講談社文庫刊）

## 映画
『逃亡くそたわけ 21歳の夏』の題で2007年10月6日より九州各地にて先行公開、同年10月20日より順次全国公開された。

### キャスト
- 花ちゃん：美波
- なごやん：吉沢悠
- 木下ほうか
- 眼帯の女：吉野公佳
- 妄想の中に出る茶髪の日本兵：我修院達也
- ベルナール・アッカ
- 榊英雄
- 毅：高良健吾
- 中島浩二
- ばってん城次
- つぶやきシロー
- ガッツ石松
- 派手な女：田中麗奈（特別出演）
- 大杉漣

### スタッフ
- 原作：絲山秋子『逃亡くそたわけ』
- 監督：本橋圭太
- 脚本：外間伸子
- 撮影：無州英行
- 主題歌：The ピーズ「日が暮れても彼女と歩いてた」
- エンディングテーマ：The ピーズ「月面の主」
- 挿入歌：The ピーズ「ヒッピー」「バースデー」「グライダー」「脳ミソ」「無力」「ひとりくらいは」「Hey君に何をあげよー」
- 美術：佐藤希